# (20008) 1991 NG3
(20008) 1991 NG3 là một tiểu hành tinh vành đai chính. Nó được phát hiện bởi Henri Debehogne ở Đài thiên văn La Silla ở Chile ngày 4 tháng 7 năm 1991.